# Come far innamorare Billy Walsh
Come far innamorare Billy Walsh (How to Date Billy Walsh) è un film del 2024 diretto da Alex Pillai.

## Trama
Archie è il miglior amico di Amelia sin dall'infanzia ma ora che sono adolescenti il ragazzo comincia a nutrire sentimenti per lei. Mentre Archie cerca il coraggio di dichiararsi, Billy Walsh, uno studente americano, arriva alla loro scuola e Amelia si innamora di lui. Archie allora decide di sabotare la relazione tra Amelia e Billy, mettendo così a rischio la sua amicizia con lei.

## Promozione
Il primo teaser trailer è stato diffuso il 22 febbraio 2024, mentre il primo trailer esteso è stato pubblicato il 19 marzo seguente.

## Distribuzione
Originariamente prevista per l'8 settembre 2023, la distribuzione del film su Prime Video è stata posticipata al 5 aprile 2024.

## Accoglienza
Il film è stato accolto freddamente dalla critica. L'aggregatore di recensioni Rotten Tomatoes riporta un indice di gradimento del 20%, con un punteggio medio di 4,4 su 10.